# Ga Bắc Lệ
Ga Bắc Lệ là một nhà ga xe lửa tại xã Tân Thành, huyện Hữu Lũng, tỉnh Lạng Sơn. Nhà ga là một điểm của đường sắt Hà Nội - Đồng Đăng và nối với ga Phố Vị với ga Sông Hòa.